# Cnemathraupis
Cnemathraupis är ett fågelsläkte i familjen tangaror inom ordningen tättingar: Släktet omfattar två arter som förekommer från Colombia till Peru:
- Svartstrupig bergtangara (C. eximia)
- Gulryggig bergtangara (C. aureodorsalis)

Släktet inkluderades tidigare i Buthraupis, men genetiska studier visar att arterna i Buthraupis inte är varandras närmaste släktingar.